# گوی و چوگان
گوی و چوگان: سرگذشت ورزش در ایران کتابی از جمال‌الدین اکرمی با تصویرگری محمد حقانی است که در سال ۱۳۹۵ از سوی نشر کانون پرورش فکری کودکان و نوجوانان منتشر و در سال ۲۰۱۷ در فهرست کلاغ سفید قرار گرفت.